# Salete
Salete är en kommun i Brasilien.   Den ligger i delstaten Santa Catarina, i den södra delen av landet, 1 300 km söder om huvudstaden Brasília. Antalet invånare är 7 357.
I omgivningarna runt Salete växer i huvudsak städsegrön lövskog. Runt Salete är det glesbefolkat, med 20 invånare per kvadratkilometer.